# Vittorio De Sica

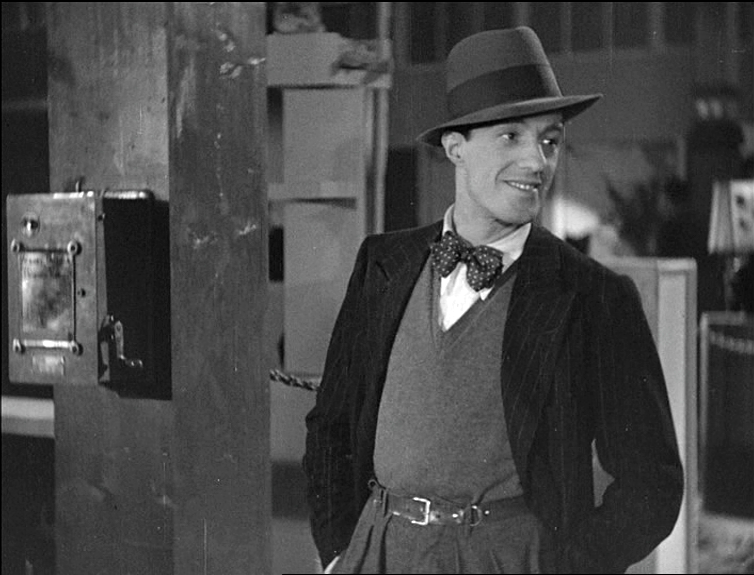
Vittorio De Sica w filmie z 1932

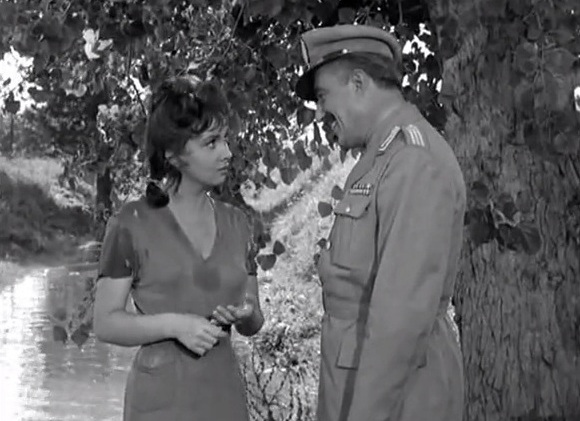
Gina Lollobrigida i Vittorio De Sica w filmie Chleb, miłość i fantazja z 1953

Vittorio De Sica (ur. 7 lipca 1901 lub 1902 w Sorze we Włoszech, zm. 13 listopada 1974 w Paryżu) – włoski aktor, reżyser i scenarzysta, przedstawiciel neorealizmu włoskiego.

## Życiorys
Vittorio De Sica był początkowo aktorem komediowym. Po raz pierwszy wystąpił w niemym filmie z 1918 roku Il Processo Clémenceau. Godne uwagi są jego występy w filmach Maria Cameriniego, takich jak Gli uomini che mascalzoni! (1932), Darò un milione (1935) oraz Grandi magazzini (1939). Grał w sumie w ponad stu filmach, kręconych we Włoszech i za granicą, a otrzymane wynagrodzenia przeznaczał na produkcje reżyserowane przez siebie.
Jego pierwsze filmy jako reżysera (Szkarłatne róże oraz Magdaleno, dwója ze sprawowania) były komediami, w których występował również jako aktor. Vittorio De Sica pracował często ze scenarzystą Cesare Zavattinim. Zrealizowali wspólnie dwadzieścia sześć filmów w ciągu trzydziestu lat, począwszy od historii siedmioletniego chłopca, będącego świadkiem rozpadającego się małżeństwa jego rodziców, ukazanej w filmie Dzieci patrzą na nas. Poważna tematyka dotyczyła także ich kolejnego filmu – Dzieci ulicy (1946), którego tematem jest los samotnych dzieci, o które nikt się nie troszczy.
Reżyser zdobył uznanie filmami, w których uwaga skupiona jest na ludziach bezbronnych i pozbawionych siły przebicia. Wśród nich znajdują się Złodzieje rowerów, które przyniosły mu międzynarodową sławę. Bohaterowie tego filmu (bezrobotny ojciec i jego dziewięcioletni syn) próbują bezskutecznie odnaleźć skradziony rower, który jest potrzebny do podjęcia pracy. Ich wysiłki budzą wiele emocji, a film uchodzi za typowy przykład kina neorealistycznego.
De Sica koncentrował uwagę także na innych wykluczonych osobach: starszych jak niezamożny emeryt Umberto Domenico Ferrari (bohater Umberto D.) czy prostoduszny biedak Totò, przedstawiony w komediodramacie Cud w Mediolanie.

## Filmografia

### Reżyser
- 1940: Szkarłatne róże (Rose scarlatte)
- 1940: Magdaleno, dwója ze sprawowania (Maddalena... zero in condotta)
- 1942: Un garibaldino al convento
- 1944: Dzieci patrzą na nas (I bambini ci guardano)
- 1945: Brama nieba (La porta del cielo)
- 1946: Dzieci ulicy (Sciuscià)
- 1948: Cuore
- 1948: Złodzieje rowerów (Ladri di biciclette)
- 1951: Cud w Mediolanie (Miracolo a Milano)
- 1952: Umberto D.
- 1953: Zakochani z Villa Borghese (Villa Borghese)
- 1953: Stacja końcowa (Stazione Termini)
- 1954: Złoto Neapolu (D’oro di Napoli)
- 1956: Dach (Il tetto)
- 1958: Anna z Brooklynu (Anna di Brooklyn)
- 1960: Matka i córka (La ciociara)
- 1961: Sąd ostateczny (Il giudizio universale)
- 1962: Boccaccio ’70 (epizod)
- 1962: Więźniowie z Altony (I sequestrati di Altona)
- 1962: Il Boom
- 1963: Wczoraj, dziś, jutro (Ieri, oggi, domani)
- 1964: Małżeństwo po włosku (Matrimonio all’italiana)
- 1966: Polowanie na lisa (Caccia alla volpe)
- 1966: Nowy Świat (Un monde nouveau)
- 1967: Czarownice (Le streghe, epizod)
- 1967: Siedem razy kobieta (Woman Times Seven)
- 1968: Kochankowie (Amanti)
- 1970: Słoneczniki (I girasoli)
- 1970: Pary (Le Coppie)
- 1970: Ogród Finzi-Continich (Il giardino dei Finzi-Contini)
- 1971: I Cavalieri di Malta
- 1971: Dal referendum alla costituzione: Il 2 giugno
- 1972: Nazwiemy go Andrea (Lo chiameremo Andrea)
- 1973: Krótkie wakacje (Una breve vacanza)
- 1974: Podróż (Il viaggio)

### Aktor
- 1933: Un cattivo soggetto jako Willy
- 1934: Tempo massimo jako Giacomo Bensi
- 1935: Kocham tylko ciebie (Amo te sola) jako prof. Giovanni Agano
- 1940: Szkarłatne róże (Rose scarlatte) jako Alberto Verani
- 1940: Magdaleno, dwója ze sprawowania (Maddalena, zero in condotta) jako Carlo Hartman
- 1953: Chleb, miłość i fantazja (Pane, amore e fantasia) jako Antonio Carotenuto
- 1954: Chleb, miłość i zazdrość (Pane, amore e gelosia) jako Antonio Carotenuto
- 1955: Chleb, miłość i...  (Pane, amore e...) jako Antonio Carotenuto
- 1955: Pod znakiem Wenus (Il segno di Venere) jako Alessio Spano
- 1956: To się zdarzyło w Monte Carlo jako hrabia Dino della Fiaba
- 1957: Pożegnanie z bronią jako major Alessandro Rinaldi
- 1957: Padri e figli jako Vincenzo Corallo
- 1958: Anna z Brooklynu jako don Luigi
- 1958: Chleb, miłość i... Andaluzja (Pane, amore e Andalusia) jako Antonio Carotenuto
- 1959: Generał della Rovere (Il generale Della Rovere) jako Emanuele Bardone/Grimaldi
- 1960: Zaczęło się w Neapolu (It Started in Naples) jako Mario Vitale
- 1960: Gastone jako książę
- 1960: Austerlitz jako papież Pius VII
- 1961: Sąd ostateczny (Il giudizio universale) jako obrońca w postępowaniu karnym
- 1965: The Amorous Adventures of Moll Flanders jako hrabia
- 1968: Trzewiki rybaka jako kardynał Rinaldi
- 1972: Snow Job jako Enrico Dolphi